# Львовка (Томская область)
Львовка — исчезнувшее село в Парабельском районе Томской области России. Располагалось на межселенной территории. Существовало в 1910—2014 гг..

## География
Село располагалась в 75 км на юго-запад от города Кедрового, в 12 ум. от границы с Новосибирской областью, на реке Чузик в месте впадения в неё ручья Никулина. Площадь 51,37 га
Климат
Находилось на территории, приравненной к районам Крайнего Севера.

## История
Основано в 1910 г. В 1926 году посёлок Львовский состоял из 25 хозяйств. В составе Шерстобитовского сельсовета Биазинского района Барабинского округа Сибирского края.
Упразднено в 2014 году, согласно Закону Томской области от 17 ноября 2014 г. № 153-ОЗ .

## Население
| 1920 | 1939  | 1952 | 1959 | 1970 | 1977 | 1979 | 1989 | 2012 | 2013 | 2014 |
| ---- | ----- | ---- | ---- | ---- | ---- | ---- | ---- | ---- | ---- | ---- |
| 15   | ↗1036 | ↘519 | ↘365 | ↘305 | ↘245 | ↘210 | ↘202 | ↘0   | →0   | →0   |

Национальный состав
По переписи 1926 г. в посёлке проживало 130 человек (65 мужчин и 65 женщин), основное население — русские.
Согласно результатам переписи 2002 года, в национальной структуре населения русские составляли 100 % от общей численности населения в 3 чел..